# Eva Cantarella
Pour les articles homonymes, voir Cantarella.
Eva Cantarella, née à Rome le 28 novembre 1936, est une juriste, universitaire et écrivaine italienne. Elle a été professeure de droit romain et de droit grec ancien à l'université de Milan et doyenne de la faculté de droit de l'université de Camerino. Ses analyses mettent en rapport les droits antiques et contemporains dans une perspective à la fois juridique et sociale. Elle a reçu en 2003 le prix Bagutta.

## Biographie
Fille de l'helléniste et byzantinologue salernitain Raffaele Cantarella (it), elle étudie à l'université de Milan avant de compléter sa formation à Berkeley et Heidelberg. Sa carrière universitaire la conduit à Camerino (où elle occupe les fonctions de doyenne de la faculté de droit), à Parme, à Pavie, ainsi qu'à l'université du Texas à Austin et à celle de New York, en tant que professeure invitée. De 1990 à sa retraite en 2010, elle est professeure de droit romain et de droit grec antique à l'université de Milan.
Elle publie des ouvrages sur le droit et divers aspects des sociétés de l'Antiquité grecque et romaine, qu'elle met en rapport avec les sociétés contemporaines. Ses domaines d'étude incluent l'histoire juridique et sociale de la sexualité, de la famille et de la condition féminine, le droit civil, le droit pénal et la peine de mort, dont les marges de la société et les comportements jugés atypiques en termes d'orientation sexuelle et d'identité de genre. Elle interroge la complexité des perceptions géohistoriques, politiques et culturelles de l'homosexualité et de la bisexualité masculines et féminines, des liens entre sexualité, genre, amour et religion, s'illustre aussi comme historienne du droit et philologue classique, en rapport renouvelé avec ses champs de réflexion aux implications politiques et sociétales.
Le 2 juillet 2002, elle est faite grand officier de l'ordre du Mérite de la République italienne, motu proprio, par le président Carlo Azeglio Ciampi. Elle reçoit en 2003 le prix Bagutta pour son ouvrage Itaca. Eroi, donne, potere tra vendetta e diritto.

## Œuvres
- Studi sull'omicidio in diritto greco e romano, Milan, 1976
- Norma e sanzione in Omero. Contributo alla protostoria del diritto greco, Milan, 1979
- L'ambiguo malanno. Condizione e immagine della donna nell'antichità greca e romana, Rome, 1981
- Tacita Muta: la donna nella città antica, Rome, 1985
- Secondo natura. La bisessualità nel mondo antico, Rome, 1988 ; traduction française : Selon la nature, l'usage et la loi : La bisexualité dans le monde antique, trad. Marie-Domitille Porcheron, Paris, La Découverte, coll. « Textes à l'appui », 1991, 360 p.  (ISBN 9782707120014)
- I supplizi capitali in Grecia e a Roma, Milan, 1991
- Diritto greco, Milan, 1994
- Passato prossimo. Donne romane da Tacita a Sulpicia, Milan, 1996
- Pompei. I volti dell'amore, Milan, 1998
- Storia del diritto romano, Milan, 1999
- (avec Luciana Jacobelli) Un giorno a Pompei, Naples, 1999
- Versioni Da Donna, Milan, 2002
- Eva contro Eva (Eva Cantarella e Eva Robins, due donne a confronto), Milan, 2003
- Itaca. Eroi, donne, potere tra vendetta e diritto, 2003 ; traduction française : Ithaque. - De la vengeance d'Ulysse à la naissance du droit, Albin Michel, 2003
- Istituzioni di diritto romano, Milan, 2007
- L'amore è un dio, Milan, Feltrinelli, 2007
- Ritorno della vendetta. Pena di morte: giustizia o assassinio?, Milan, 2007
- Dammi mille baci. Veri uomini e vere donne nell'antica Roma, Milan, 2009
- Diritto romano. Istituzioni e storia, Mondadori Università, coll. « Manuali », 2010  (ISBN 978-88-88242-98-9)
- «Sopporta, cuore...» La scelta di Ulisse, Laterza, coll. « Saggi tascabili », 2010  (ISBN 978-88-420-9244-5)
- L'ambiguo malanno. La donna nell'antichità greca e romana, Feltrinelli, coll. « Universale economica », 2010  (ISBN 978-88-07-72158-8)
- (avec Paolo Ricca) I comandamenti. Non commettere adulterio, Bologne, Il Mulino, 2010  (ISBN 9788815139702)
- (avec Einaudi Scuola) Meravigliosamente Mito, epica, altri linguaggi